# アドミラルティ諸島の戦い

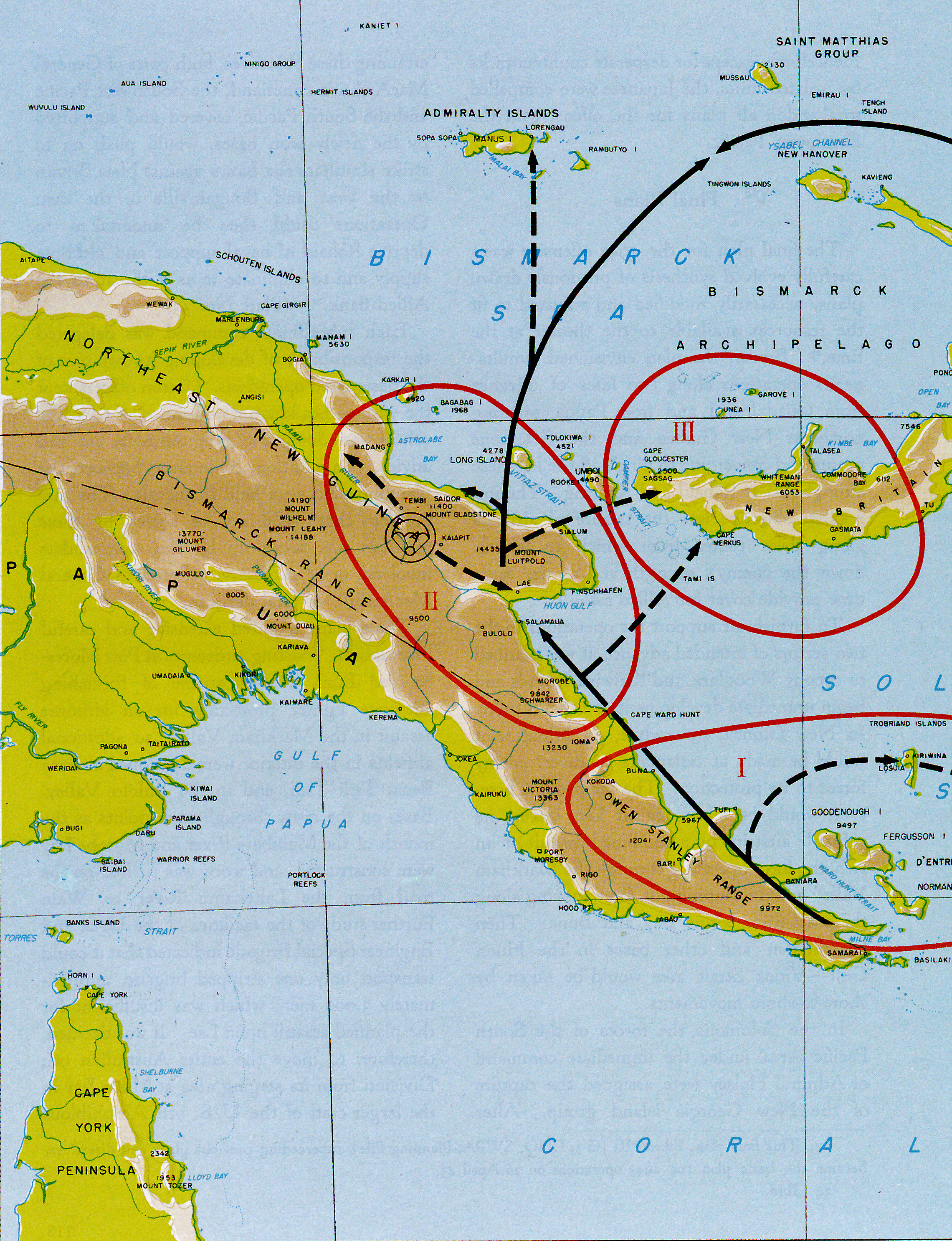
アメリカ軍の作戦計画

アドミラルティ諸島の戦い（アドミラルティしょとうのたたかい）は、第二次世界大戦中の1944年（昭和19年）2月末から5月を中心にアドミラルティ諸島で行われた、連合国軍と日本軍の戦い。ニューギニア戦線における飛び石作戦の一環としてアメリカ軍・オーストラリア軍が侵攻し、日本軍守備隊は全滅した。

## 背景

### 連合国軍の戦略
アドミラルティ諸島は、太平洋戦争開戦時にはオーストラリアの委任統治領だったが日本軍に占領された。1943年（昭和18年）11月、ダグラス・マッカーサー大将の指揮する連合国軍は、アドミラルティ諸島及び東部ニューギニア北岸ハンサ湾の攻略を検討し始めた。その当初の目的は、ビスマルク諸島一帯を勢力圏に収め、日本軍の一大拠点であるラバウルを孤立化させることにあった。その後、艦隊泊地として整備し、以後の作戦拠点にすることも目的に加わった。
攻略担当はアメリカ陸軍第6軍（通称「アラモ軍」）で、第1騎兵師団（実質は4単位編成の歩兵師団）を基幹とする戦闘員25,974名が用意され、基地建設を行う陸軍の建設工兵や海軍のシービーなど後方要員約16,000人が戦列に加わった。航空支援を担当するオーストラリア空軍部隊2,500人も参加した。これらを合計すると45,110人の大部隊だった。

### 日本軍の防備
一方、日本軍はアドミラルティ諸島に第51師団の輜重兵第51連隊主力、海軍第88警備隊、第101設営隊など弱体な守備隊を配置していた。マヌス島のロレンガウ（ロレンゴウ）と、ロスネグロス島のハイン湾付近モモテ（現在のモモテ空港）にそれぞれ飛行場を作って、ラバウルとトラック島やニューギニアを結ぶ中継基地などとして利用していた。
日本側は、1943年末になると連合国軍のアドミラルティ諸島への侵攻を警戒しはじめ、パラオで再建中の歩兵第66連隊を守備隊として送ることにした。ところが、歩兵第66連隊は補充要員や再編成された部隊が海上輸送中に次々に撃沈され、届かなかった。大本営はすでにアドミラルティ諸島などの南東方面に見切りをつけつつあったため、これ以上の増援部隊を送ることには慎重だった。他方で現地の第8方面軍司令部は、アドミラルティ諸島よりもラバウルの攻略戦が先に起きると予想しており、アドミラルティ諸島の防備に兵力を割きたくなかった。それでも、索敵が難しい月暗期となる1944年（昭和19年）1月末に敵襲の危険があるのを放置できず、ニューアイルランド島所在の独立混成第1連隊の第2大隊（763名）と、ラバウル所在の第38師団の歩兵第229連隊第1大隊主力（343名）が2月初旬までに増派された。すでに日本側に制空権が無いことから、これらの増援部隊は駆逐艦での鼠輸送や潜水艦による輸送をしなければならない状況だった。輸送援護のために飛行第63戦隊の一式戦闘機12機がハイン飛行場に降りたが、直後に空襲で壊滅してしまった。ラバウル方面からの駆逐艦の全面撤収決定に伴い、1944年2月10日に予定された鼠輸送最終便（兵員470人・物資45トン）は中止となった。2月17日に潜水艦「伊6」が大隊砲2門を運んだのが最後の補給となった。
最終的に日本軍の守備兵力は約3,800人となった。重火器は数門の歩兵砲と海軍第36防空隊の対空砲程度しかなかった。弾薬や食糧などの物資も不足していた。これら日本軍部隊の指揮は、輜重兵第51連隊長の江崎義雄大佐が執った。陸軍主力はロスネグロス島、海軍主力はマヌス島に展開した。
なお、当時のアドミラルティ諸島の原住民の人口は約13,000人だった。

## 経過

### ロスネグロス島
1944年1月から、連合国軍は東部ニューギニアから出撃する航空部隊でアドミラルティ諸島およびカビエンの事前空襲を開始した。消耗を避けるため、江崎大佐は対空砲火などを制限した。

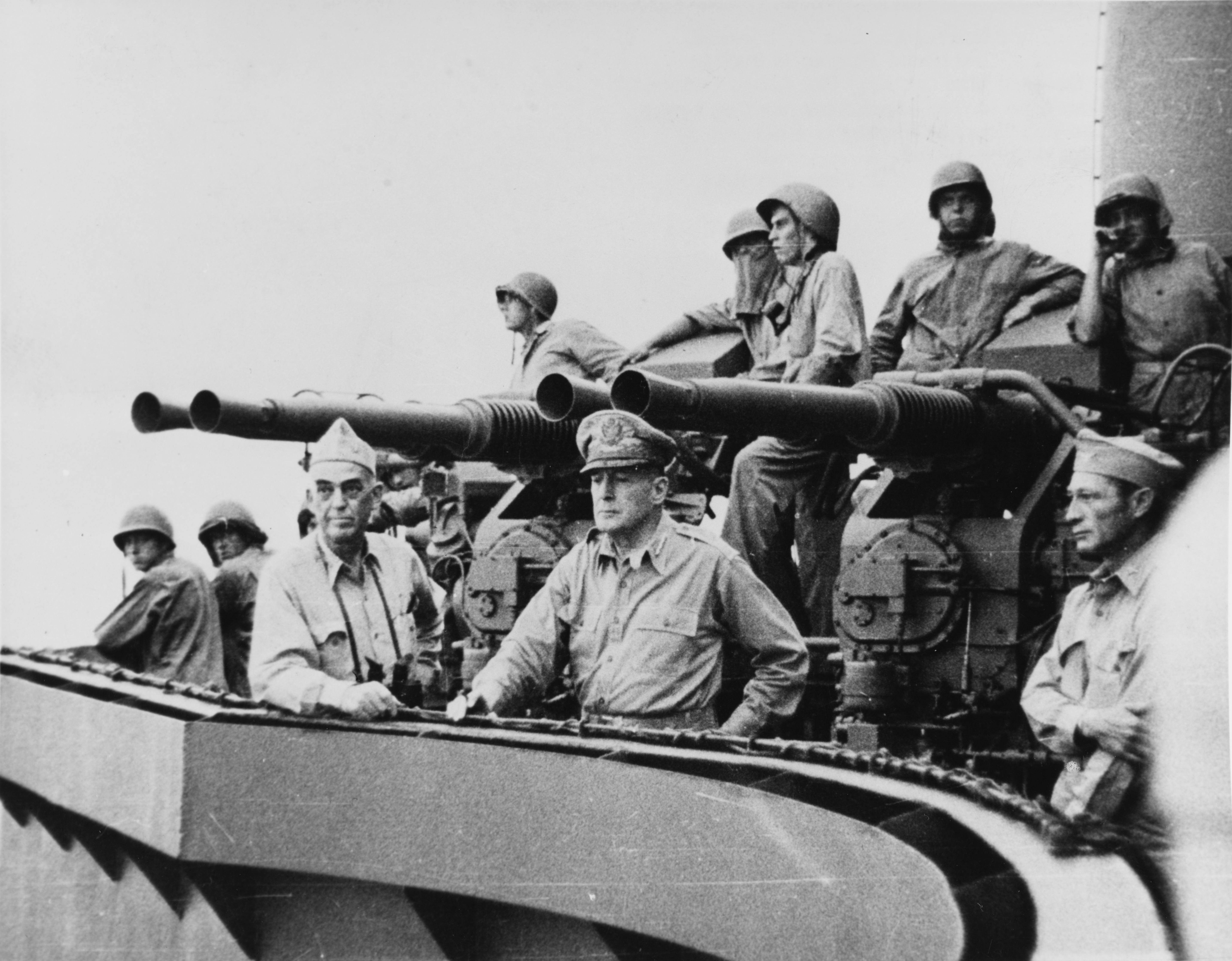
軽巡「フェニックス」艦上でロスネグロス島を遠望するマッカーサー大将とキンケイド海軍中将。

日本軍の抵抗が微弱との報告を受けたマッカーサー大将は、大規模上陸をする計画を変えて2月29日までに第1騎兵師団から抽出した800名の戦闘団「ブルーワー（BREWER）任務部隊」（長：ウィリアム・チェイス（en）准将）をロスネグロス島に上陸させ、威力偵察することを命じた。もし抵抗が弱ければ、2日後に増援を送って飛行場を占領するものとされた。威力偵察隊は高速輸送艦（APD）で輸送されることになり、支援のために軽巡洋艦2隻と駆逐艦4隻が付き、マッカーサー自身も前線指揮のため軽巡「フェニックス」に乗艦していた。2月27日には、5名の偵察員がPBY飛行艇を使ってロスネグロス島に潜入した。
2月29日朝、ブルーワー任務部隊はロスネグロス島南東部のハイン湾から上陸を開始した。上陸用舟艇に気付いた日本軍の沿岸砲が発砲を始めたが、艦砲射撃で制圧された。激しい雨が降り出したため、日本軍の砲火の命中率は低かった。ハイン湾内には日本軍の陣地がほとんど無く、上陸後の日本軍の抵抗は微弱で、1200時までにブルーワー任務部隊の上陸は終わった。1600時にはマッカーサー大将とトーマス・C・キンケイド海軍中将も作戦続行の判断のために上陸した。帰艦したマッカーサー大将らは、このままアドミラルティ諸島を占領することにし、後続部隊の派遣を命じた。そして、マッカーサー大将らを乗せた支援艦隊主力はアドミラルティ諸島付近を去り、以後の総指揮は第6軍司令官ウォルター・クルーガー中将が執った。

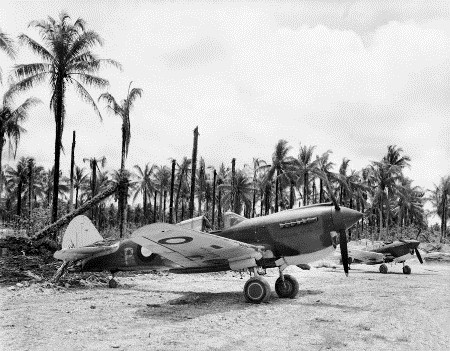
モモテ飛行場に展開したオーストラリア空軍のP-40戦闘機。

ブルーワー任務部隊の橋頭堡に対し、日本軍は歩兵第229連隊第1大隊による夜襲をかけたが撃退され、大隊長以下多数が戦死した。アメリカ軍は徐々に増援部隊を得て前進し、3月6日までにモモテ飛行場（ハイン飛行場）はアメリカ軍の占領下となった。この間、日本軍は3月3日に全力夜襲を試みてアメリカ軍に死傷305名の大損害を与えたが、夜襲の中心となった独混第1連隊第2大隊は大隊長以下全滅状態となった。また、日本の第4航空軍も、数度に渡って上陸部隊攻撃や補給物資の空中投下を行ったが、悪天候に妨げられたこともあり、さしたる成果は無かった。モモテ飛行場は連合軍の手で整備され、オーストラリア空軍のP-40戦闘機が進出した。
3月7日から9日にかけて、ロスネグロス島のうちゼーアドラー湾側の各地にもアメリカ軍が上陸した。日本の第8方面軍司令部は、玉砕を前提とした最後の攻撃を現地部隊に行わせようとしたが、江崎大佐はこの命令を無視して持久戦の方針を採った。江崎大佐は、もはやロスネグロス島での抵抗は困難であると判断して、残存する日本軍部隊に対して、反撃準備のためマヌス島に集結するよう指示した。ロスネグロス島の陸軍備蓄食料は4月中旬までの分しかなかったが、マヌス島の海軍部隊の物資を合わせれば7月上旬まで持久できると思われた。

### マヌス島
3月11日、マヌス島上陸の事前偵察としてアメリカ軍はゼーアドラー湾のハウウェイ（Hauwei）島など数か所に上陸した。ハウウェイ島では海軍陸戦隊梅林隊所属の43人が応戦し、アメリカ軍の増強偵察小隊30人はカーター・ヴァーデン少佐以下11人が戦死・行方不明、残る全員が負傷して退却した。乗ってきた車両揚陸艇（LCV）も撃沈され、魚雷艇が収容にあたった。同島は翌12日から13日に、第7騎兵連隊第2大隊及び戦車1両、支援砲兵1個大隊、オーストラリア空軍機などによる攻撃を受け、守備隊は全滅した。島内からは105mm沿岸砲が発見された。アメリカ軍は8人が戦死、46人が負傷した。この予想外に激しい抵抗のため、アメリカ軍はマヌス島上陸を2日延期するはめになった。
3月15日、第2騎兵旅団を主力とするアメリカ軍は、マヌス島ロレンガウ西方5km付近に上陸した。上陸地点での抵抗は無かった。上陸部隊は、戦車数両及びオーストラリア空軍P-40戦闘機の支援を受けて18日までに飛行場などを占領した。日本側は海軍第88警備隊及び歩兵第229連隊の2個小隊が守備していたが、トーチカを火炎放射器や砲撃で潰され、人員の半数を失った。残存部隊はロレンゴウ南方ロッサムへ後退したが、追撃を受けて25日までにロッサムも失陥した。
3月25日から29日にかけて、ロスネグロス島の残存日本兵約800人は前述の江崎大佐の転進指示に従い、手製のいかだなどでマヌス島に渡った。しかしマヌス島の日本軍部隊も大打撃を受けており、組織的な反撃はもはやできなかった。期待した海軍の物資も、すでにアメリカ軍の支配下に落ちていた。
4月末には日本軍の守備隊としての組織は解体し、小部隊ごとに各個撃破されていった。5月1日に残存兵力が陸軍1050人と海軍500人、「全員装具食糧なく、守備隊の行動に関し、軍の指示を仰ぐ」との無線通信を最後に、島外の上級司令部との連絡も途絶えた。
5月18日、クルーガー中将はアドミラルティ諸島での作戦完了を宣言した。ただし、以後も多少の戦闘はあった。日本側は5月31日に全員玉砕とみなして処理した。

## 結果

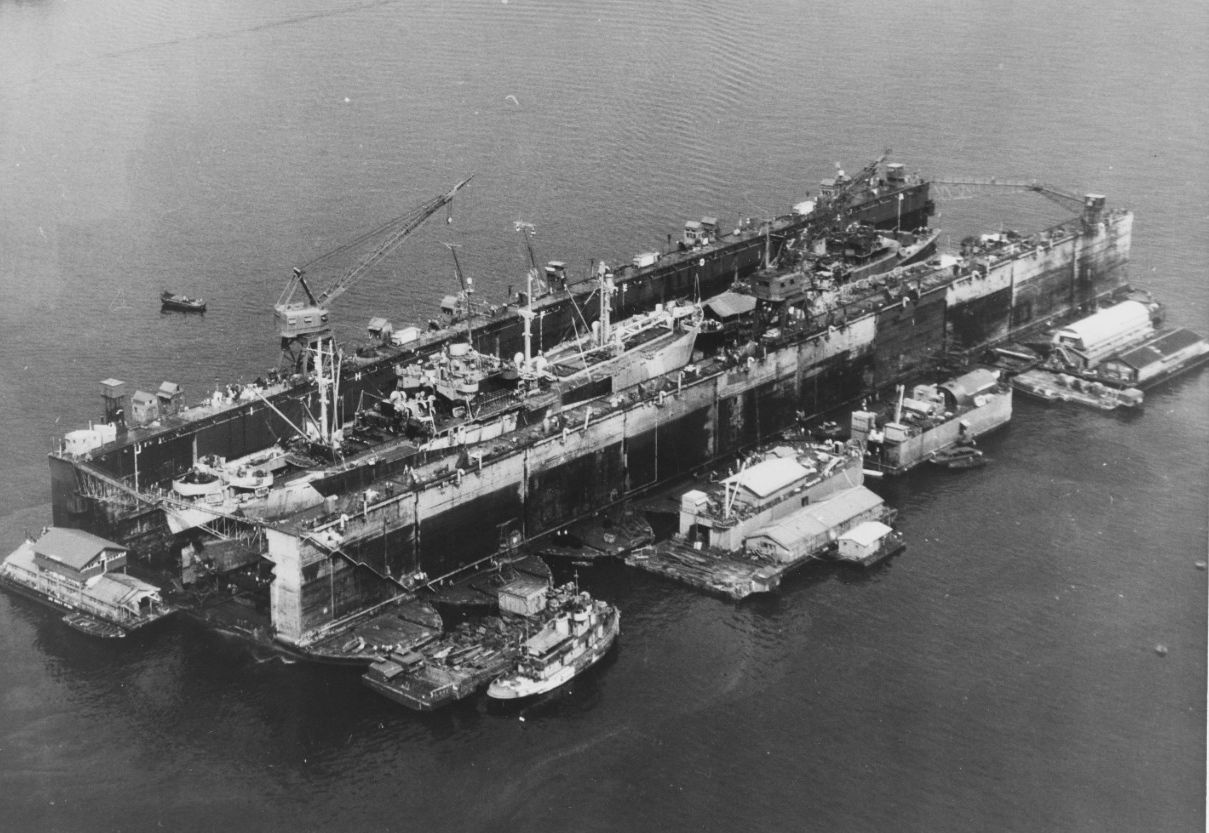
占領後、マヌス島ゼーアドラー湾に設置されたアメリカ海軍の浮きドック。

戦闘の結果、日本軍は壊滅状態に陥り、島内の戦略要地は全て連合国軍の支配下となった。アメリカ軍の記録によると、作戦期間中のアメリカ軍第1騎兵師団の損害は戦死326人、負傷1189人に対し、日本軍の戦死者は3280人、捕虜75人であった。
アドミラルティ諸島は連合国軍の泊地及び航空基地として整備され、以後の作戦の重要な拠点となった。マッカーサー指揮下の第7艦隊と、チェスター・ニミッツ指揮下の第3艦隊の双方が使用した。日本軍は潜水艦で輸送した回天による攻撃やラバウル航空隊の残存航空機による攻撃を試みたが、大きな成果は挙げていない。一例として、1945年4月28日夜にラバウルから出撃した九七式艦上攻撃機2機が、浮ドック「ABSD-2」と「ABSD-4」を航空母艦と誤認して雷撃した。なお、アメリカ軍側ではこの攻撃機がチューク諸島から飛来したと推定していた。
マヌス島の山中に潜伏した残存日本兵は、マッチや塩などの基礎的物資も欠乏し、サゴヤシから採取したデンプンを主食にする生活を送った。そして、アメリカ軍の掃討や病気、栄養失調などでほとんどが戦死・戦病死した。終戦を知らないまま山中での生活を続けた者もあり、うち2名は1949年3月に原住民に発見され、収容された。